# Petru Vlah
Petru Vlah (în rusă Пётр Влах; n. 13 iulie 1970, Comrat) este un jurist și politician moldovean de etnie găgăuză, deputat în Parlamentul Republicii Moldova între 2010 și 2014, din partea Partidului Liberal Democrat din Moldova (PLDM). A fost membru al Comisiei parlamentare pentru drepturile omului și relații interetnice.
Între 2003 și 2007 Petru Vlah a fost consilier în consiliul municipal Comrat. În 2004 a fost vicepreședinte al Direcției Tineret și Sport din UTA Găgăuzia. În 2008 a fost deputat în Adunarea Populară a UTA Găgăuzia, președinte al Comisiei pentru Tineret, Sport și Turism.
La alegerile parlamentare din 30 noiembrie 2014 a fost inclus pe locul 39 în lista candidaților PLDM la funcția de deputat și nu a reușit să acceadă în parlament.
La alegerile locale din 2015 a candidat independent la funcția de consilier în consiliul municipal Comrat și acumulând 1,86% și-a obținut mandatul.
Între anii 1985–1988 Petru Vlah a studiat la Colegul de construcții navale din Sankt Petersburg. În 2008 a absolvit Universitatea de Stat din Comrat, facultatea juridică, specialitatea jurist, iar din 2010 studiază la Academia de Administrare Publică de pe lângă Președintele Republicii Moldova.
Este Maestru în Sport al URSS la lupte libere (1987). Din 1992 până în 1996 a activat ca antrenor de lupte libere la o școală din Comrat.
În 1996 Petru Vlah ar fi stat la închisoare 2 luni și ar fi fost condamnat la 5 ani de închisoare cu suspendare pentru un furt în grup comis în 1993.
În 2014 a fost decorat cu Ordinul „Gloria Muncii” de președintele țării Nicolae Timofti.
Este căsătorit, are doi copii. Vorbește rusa, turca și româna.